# Nesapterus ater
Nesapterus ater är en skalbaggsart som beskrevs av Scott 1908. Nesapterus ater ingår i släktet Nesapterus och familjen glansbaggar. Inga underarter finns listade i Catalogue of Life.